# Aeroportul Jackpot
Aeroportul Jackpot (IATA: KPT, FAA LID: 06U) este un aeroport din Nevada, Statele Unite ale Americii ce deservește zona Jackpot⁠(d). A fost numit după zona deservită.
Situat la o altitudine de 1.592 m, aeroportul dispune de 1 pistă.

## Infrastructură

### Piste
Aeroportul dispune de o singură pistă. Pista 15/33 are suprafața de asfalt și dimensiunile 6.183 picioare × 60 picioare. 